# ЮМЗ Т2
ЮМЗ Т2 — 12-метровий високопідлоговий тролейбус, що випускався на Південному машинобудівному заводі у Дніпрі з 1993 року.
З 1992 по 1998 роки випускалася і зчленована версія ЮМЗ Т1, однак вона не була настільки вдалою у застосуванні. Тролейбуси ЮМЗ Т2 зараз працюють у багатьох містах України.

## Загальний опис

### Історія створення

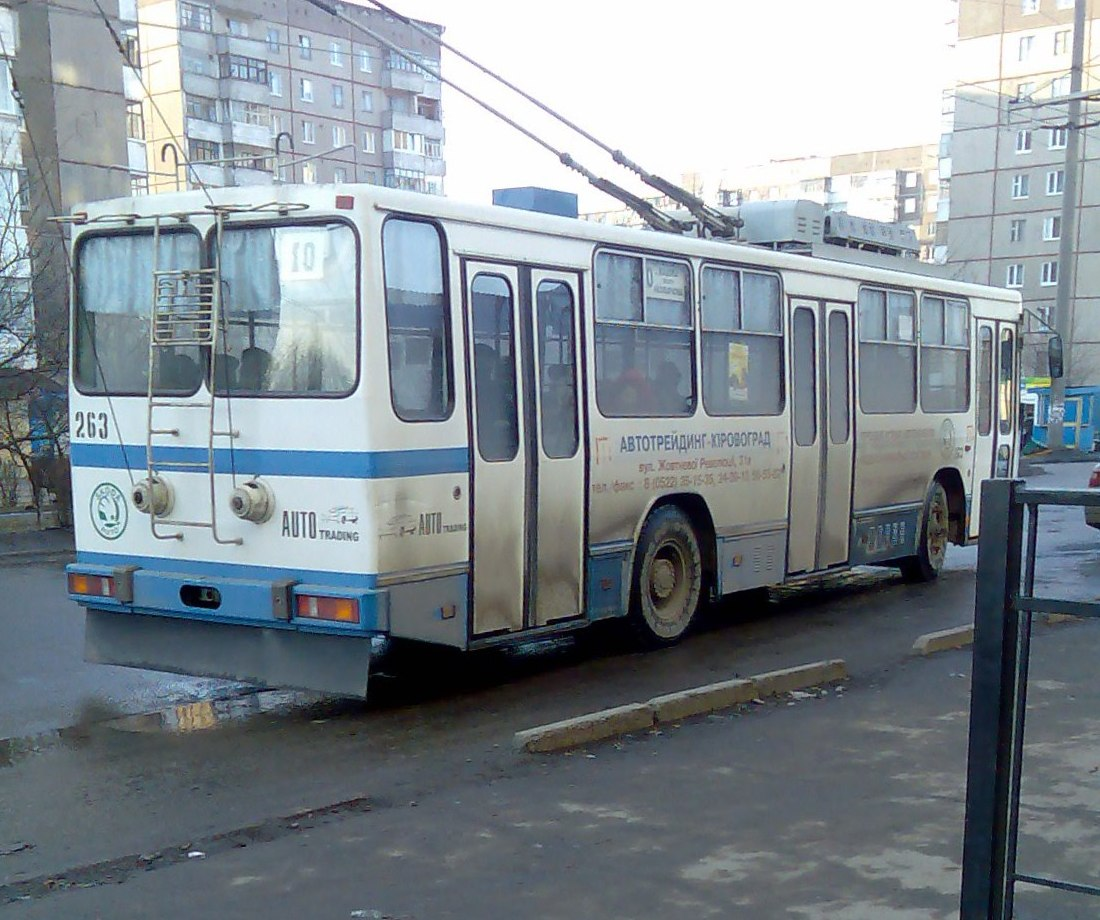
ЮМЗ Т2 в Кропивницькому

У 1992 році в місті Дніпро на Південному машинобудівному заводі були запущені в серійне виробництво зчленовані тролейбуси ЮМЗ Т1, які швидко набули популярності в Україні і за її межами. Але звичайні тролейбуси нормальної місткості були потрібні багатьом містам не менше ніж тролейбуси підвищеної місткості. У 1993 році з'явилися перші модернізовані ЮМЗ Т1, і тоді ж був побудований дослідний зразок стандартного, 11.6-метрового тролейбуса ЮМЗ Т2. Він був повністю уніфікований зі своїм довгим «побратимом», більшість їхніх технічних характеристик збігалося, окрім габаритних розмірів, 11.6-метровий Т2 мав один електродвигун ЕД-138АУ2. Науковим керівником робіт по розробці тролейбуса призначено Володимира Веклича, а головним конструктором Михайла Галася.

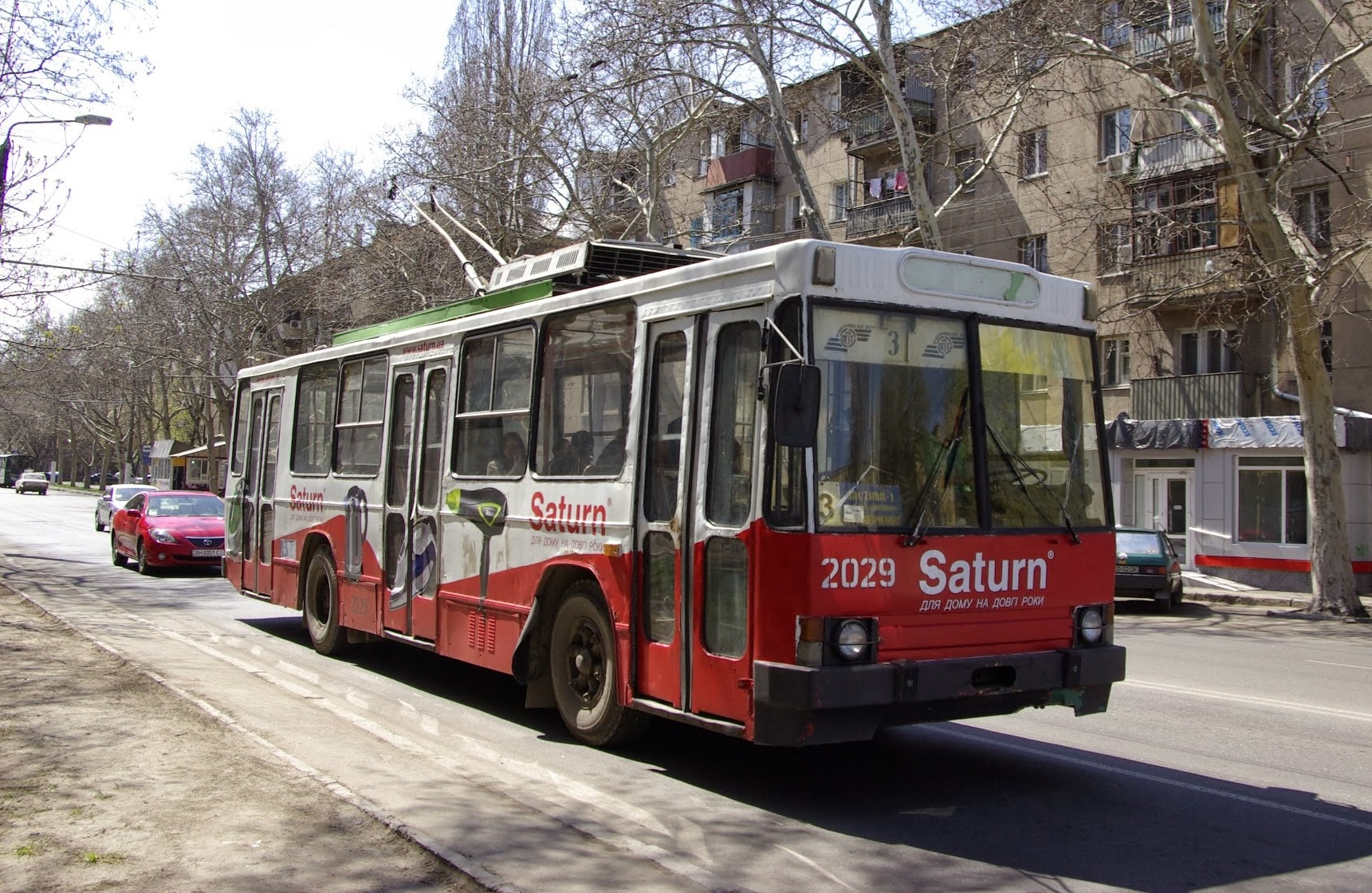
Рання модель ЮМЗ Т2 в Одесі

Дослідний зразок ЮМЗ Т2 декілька місяців випробовувався в Дніпрі, але у місті довго не працював — після випробувань його відправили до Тернополя, де експлуатувався до 2005 року під № 129.
У 1994 році першу партію з 10 тролейбусів ЮМЗ Т2 отримав і Дніпро. У тому ж 1994 році на «Південмаші» був створений дослідний зразок тролейбуса ЮМЗ Т2М, зовні ідентичний ЮМЗ Т2, але з тиристорно-імпульсною системою керування і статичним перетворювачем. Аналогічний зчленований тролейбус був побудований роком пізніше і називався ЮМЗ Т3К. Але ні перший, ні другий серійно не випускався, головним чином через небажання ремонтників працювати із складною електронікою. ЮМЗ Т2М протягом двох років належав заводу і в 1996 році був прийнятий на баланс в Дніпровське депо № 1, де отримав № 1050 замість списаного після аварії в 1995 році ЮМЗ Т1. Починаючи з 1998 року на всіх тролейбусах ЮМЗ встановлювалися статичні перетворювачі замість мотора-генератора. Взагалі з перетворювачами Південний машинобудівний завод експериментував ще з 1994 року, але багато міст віддавали перевагу умформерним тролейбусам через їхню дешевизну і простоту в обслуговуванні. У 1990-х роках випускався Львівський тролейбус ЛАЗ-52522 (з тим же двигуном ЕД-138АУ2 та реостатно-контакторною системою керування), проте ЮМЗ Т2 були більш вдалими і коштували менше, тому більша частина з 85 екземплярів 52522 працюють у Львові.
Тролейбуси ЮМЗ Т2 поставлялися і досі поставляються в багато міст України і СНД — декілька екземплярів є в Москві, в Ростові, в Ашгабаті. Декілька тролейбусів спеціальної модифікації ЮМЗ Т2.09 разом з Škoda 9Tr i Škoda 14Tr експлуатуються на міжміській гірській лінії Сімферополь — Ялта в Криму.

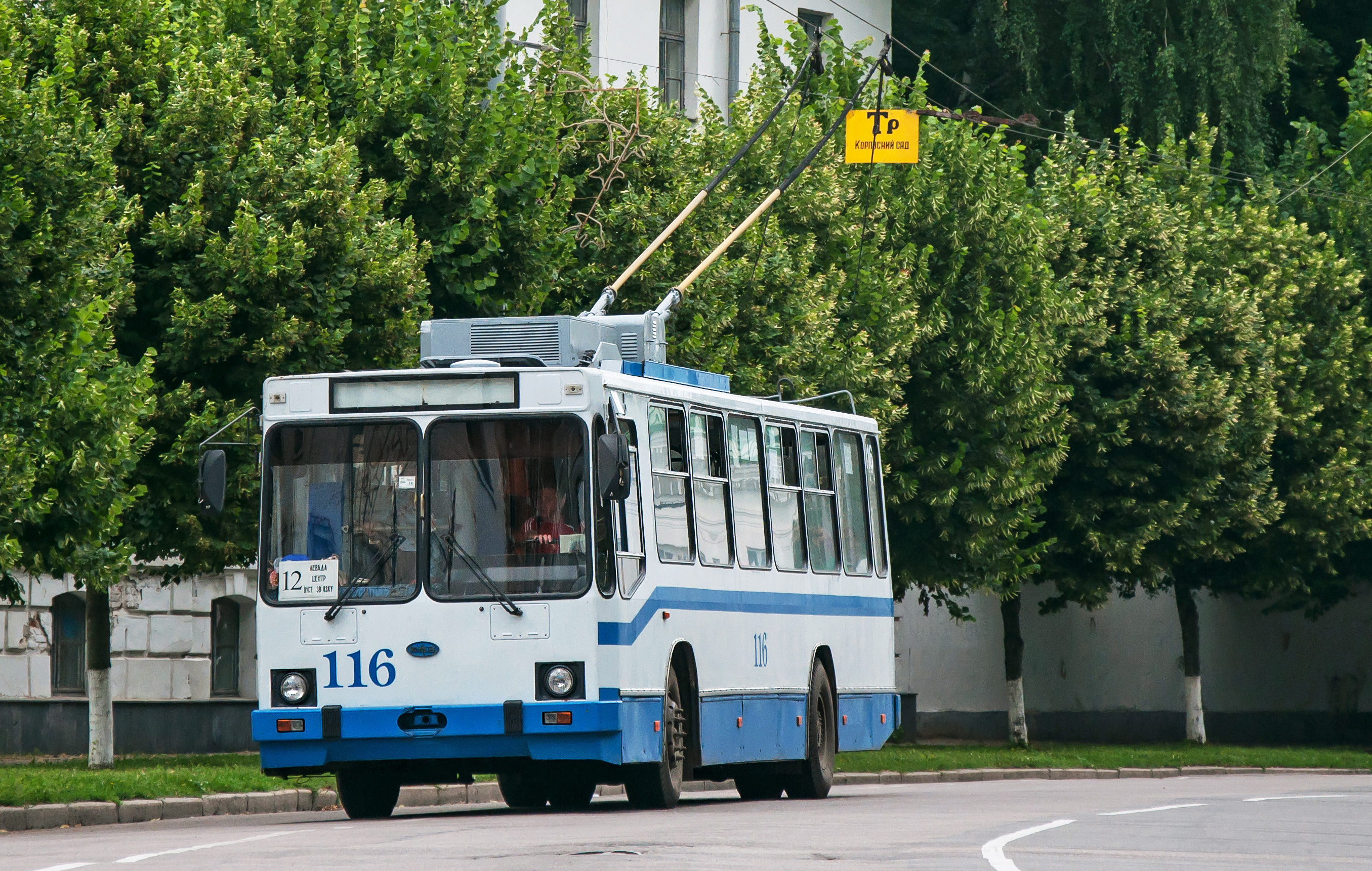
Перехідна модель ЮМЗ Т2 в Полтаві

Наприкінці 2000 року тролейбуси ЮМЗ Т2 були модернізовані. Окрім зміни дизайну передньої частини (змінена форма лобового скла, зникла шальнрадіаторна решітка, нижні габаритні вогні перенесені з передньої частини на бампер, змінилася форма верхніх габаритних вогнів, змінилась форма покажчика маршруту над лобовим склом) і нової обробки салону в конструкцію були внесені і технічні новини: новий двигун ЕД139АУ2, новий малошумний компресор і інші менш значні удосконалення.
У 2005 році ЮМЗ почав випускати тролейбуси з електронною системою керування. Дані машини значно відрізнялись в електричній частині. Основою системи керування було застосовано електрообладнання Cegelec TV Progress CDC чеського виробництва, (аналогічно як і у тролейбусах ЛАЗ Е183 та Богдан Т701).
Наприкінці 2006 року тролейбуси ЮМЗ Т2 були знову модернізовані. Всі тролейбуси випускаються з дисковим кріпленням коліс і новою обробкою салону.
Починаючи з 2008 року випуск тролейбусів цієї моделі повністю припинився. Один із останніх вироблених тролейбусів придбала влітку 2010 року Макіївка. А того 2011 року до Маріуполя надійшло 2 тролейбуси, ймовірно останні випущені, що з 2008 року знаходилися на складі.
Незважаючи на відносно невеликий вік тролейбусів, 50 одиниць вже списано з балансу в різних містах (Київ, Лисичанськ, Торецьк, Тернопіль, Севастополь, Полтава, Івано-Франківськ), в тому числі перші два випущені тролейбуси цієї моделі.
В Ашгабаті ці тролейбуси нині вже не експлуатуються, списана частина цих тролейбусів у Москві. Серед українських міст припинена експлуатація цієї моделі у Торецьку (2007 рік, через закриття системи) та Лисичанську (усі тролейбуси цієї моделі списані у 2012 році).
На 2016 рік передані київські тролейбуси після ремонту експлуатуються в місті Херсон.

## Технічний опис

### Фотографії

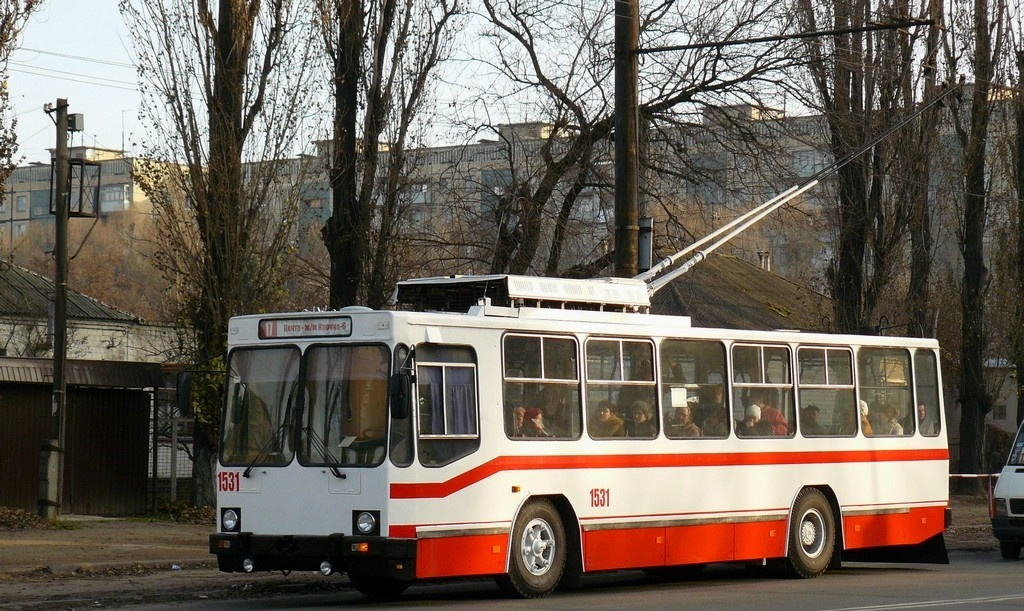
ЮМЗ Т2 в Дніпрі
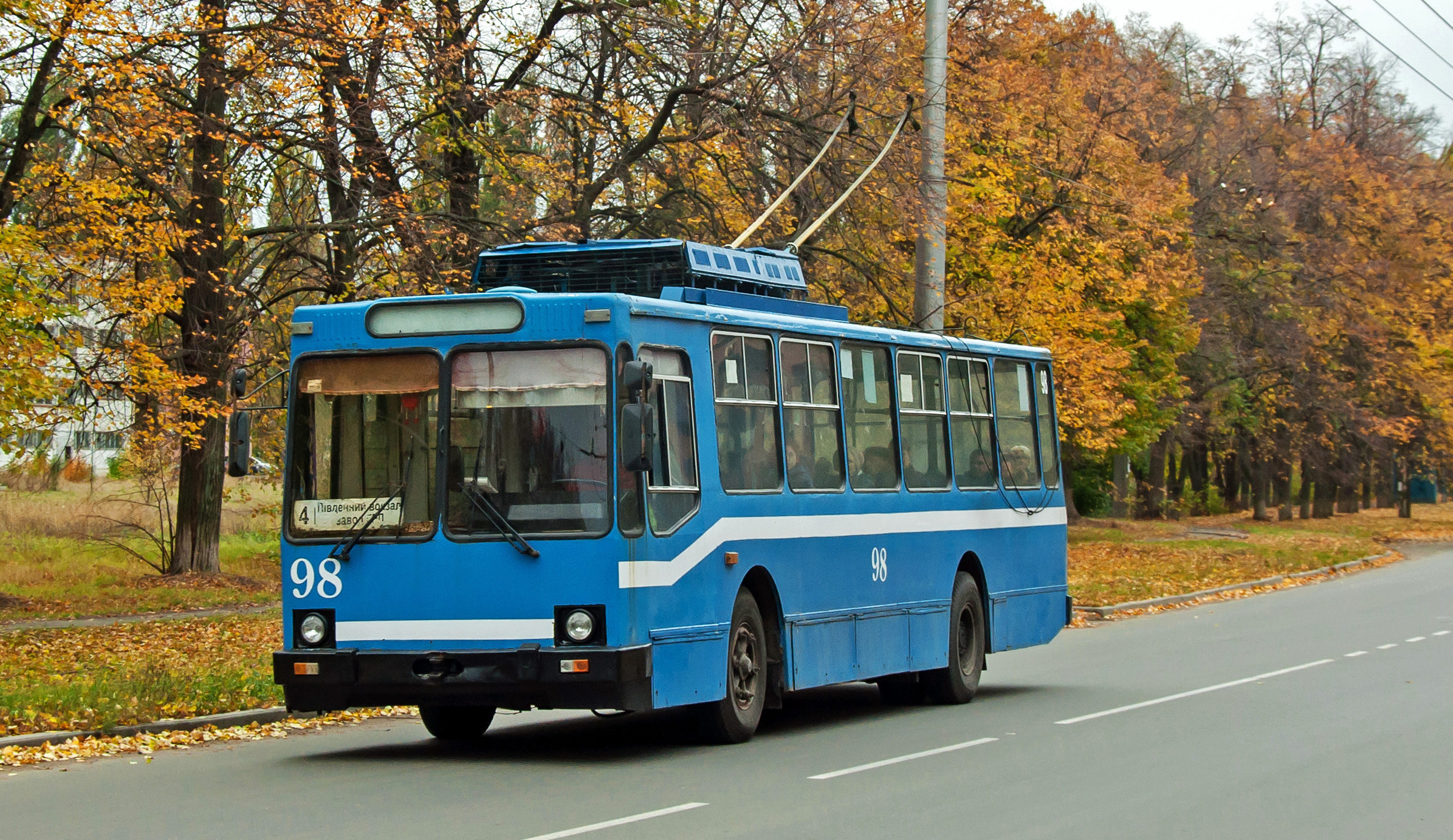
ЮМЗ Т2 в Полтаві
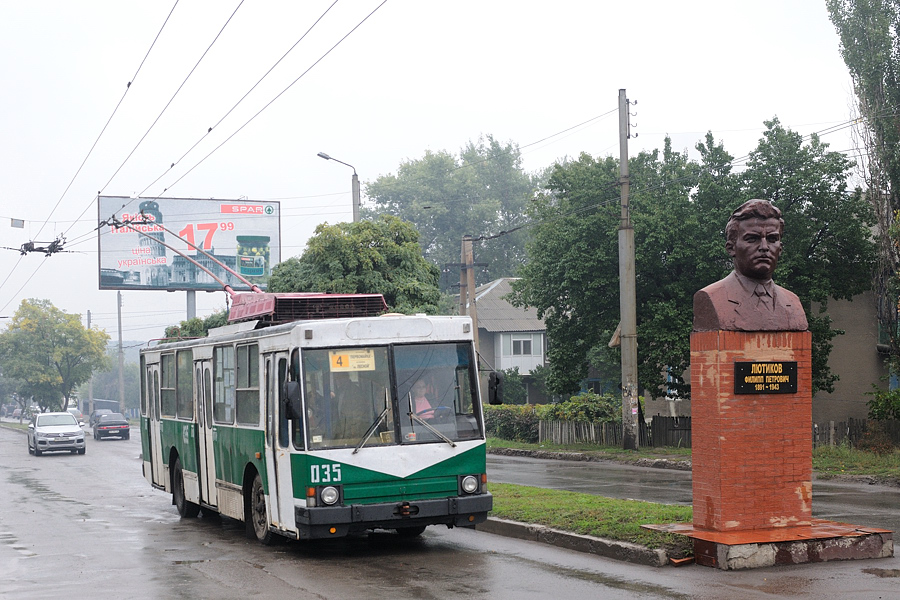
ЮМЗ Т2 в Сорокиному
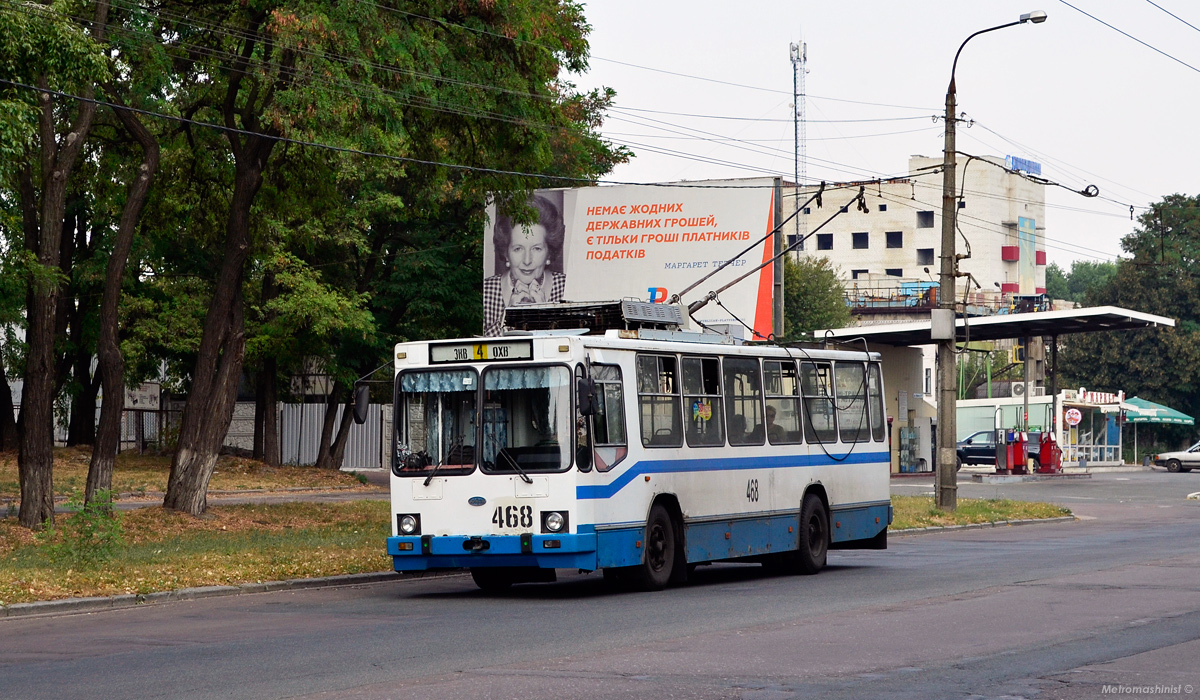
ЮМЗ Т2 в Чернігові
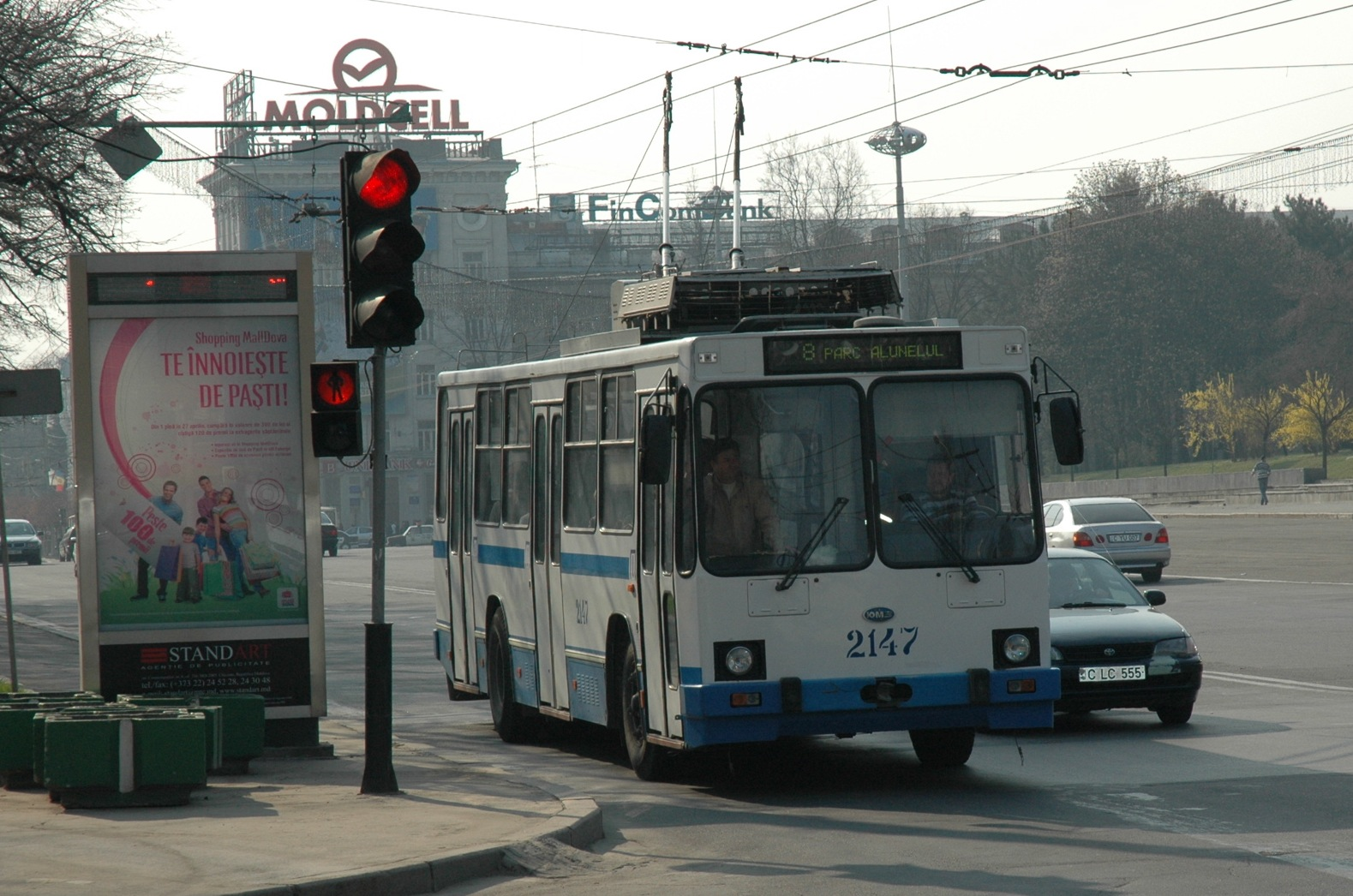
ЮМЗ Т2 в Кишиневі